# Геращенко Петро Леонтійович
Петро Леонтійович Геращенко (нар. 1899 — ?) — радянський партійний діяч, 1-й секретар Коростенського окружного комітету КП(б)У, 3-й секретар Київського обласного комітету КП(б)У. Кандидат у члени ЦК КП(б)У в червні 1937 — січні 1938 р.

## Біографія
Працював робітником. Член РКП(б) з 1920 року.
Перебував на відповідальній партійній роботі.
З вересня 1930 року — 1-й секретар Уманського міськрайонного комітету КП(б)У Київської області.
У листопаді 1936 — травні 1937 року — 1-й секретар Коростенського окружного комітету КП(б)У Київської області.
З травня 1937 року — 3-й секретар Київського обласного комітету КП(б)У.
Наприкінці 1937 року заарештований органами НКВС. Репресований. Подальша доля невідома.